# Maurice Garrel
Maurice Garrel (24 de fevereiro de 1923 - 4 de junho de 2011) foi um ator francês.